# Catecumeno
Il termine catecumeno (dal greco κατηχούμενος, katēchúmenos, "colui che viene istruito") indica colui che intraprende il percorso di fede da seguire per essere ammessi al Sacramento del Battesimo. Tale percorso di iniziazione cristiana viene chiamato catecumenato.

## Storia

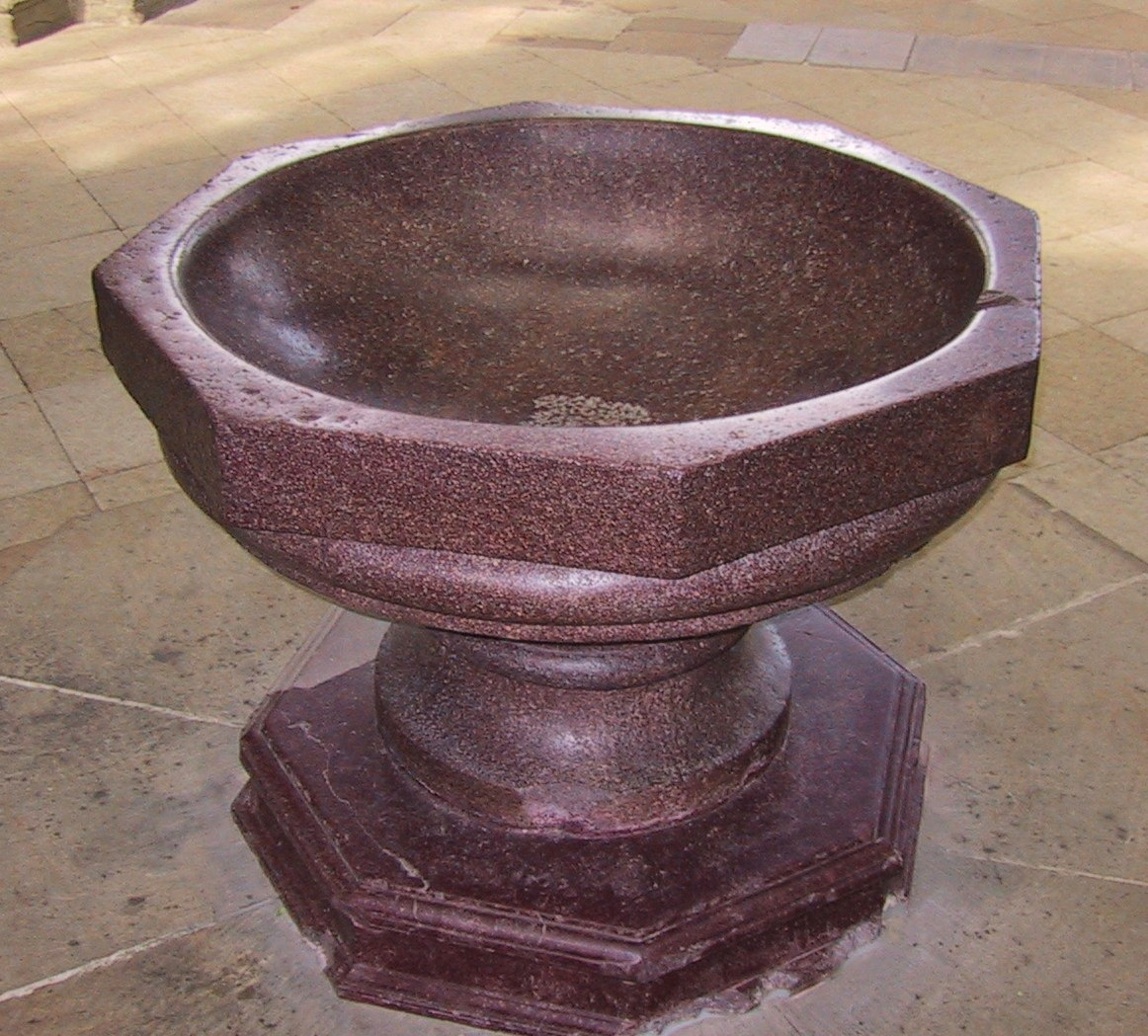
Fonte battesimale, Cattedrale di Magdeburgo

Fin dai primi secoli del Cristianesimo si ha notizia del catecumenato. Il candidato veniva preparato dal catechista, una persona già battezzata che aiutava gli altri a incontrare il Cristo Risorto. Il candidato durante il percorso di preparazione doveva dimostrare di essere in grado di mantenere gli impegni connessi al Battesimo, sviluppando il desiderio di essere unito a Cristo Salvatore, condividendone la vita, la morte e dunque la Resurrezione. 
Una volta completata la preparazione del candidato, che non aveva di per sé un tempo prestabilito, poteva durare all'incirca dai tre anni in su, il catecumeno nella settimana precedente alla Pasqua si preparava con digiuni e preghiera a ricevere il battesimo, che avveniva all'interno della liturgia della veglia pasquale. La celebrazione, specialmente nei primi tempi, si svolgeva nella chiesa principale – chiamata kathòlikon – con tutta la comunità riunita.
Era ammessa la partecipazione del candidato alla prima parte della liturgia, la liturgia dei catecumeni o liturgia della parola, in cui venivano letti e commentati i testi sacri, ma prima dell'offerta eucaristica, la liturgia dei fedeli, aveva l'obbligo di uscire. Perciò a loro era riservato un apposito spazio della basilica detto atrium, un quadriportico con al centro una fonte battesimale, dove potevano attendere di ricevere il battesimo, oppure in locali adiacenti a loro riservati. Subito dopo l'omelia i catecumeni venivano battezzati, rinunciando a Satana e a tutte le sue seduzioni, e unendosi a Cristo. Il catecumeno professava, quindi, il Simbolo della Fede e a quel punto veniva battezzato, e poteva unirsi al resto dell'assemblea nella celebrazione liturgica.

## Ai nostri giorni
Il catecumenato è tutt'oggi presente nella chiesa cattolica, per quanto riguarda il battesimo degli adulti, si veda il Catechismo della Chiesa cattolica:
(Catechismo della Chiesa cattolica, 1247-1249)

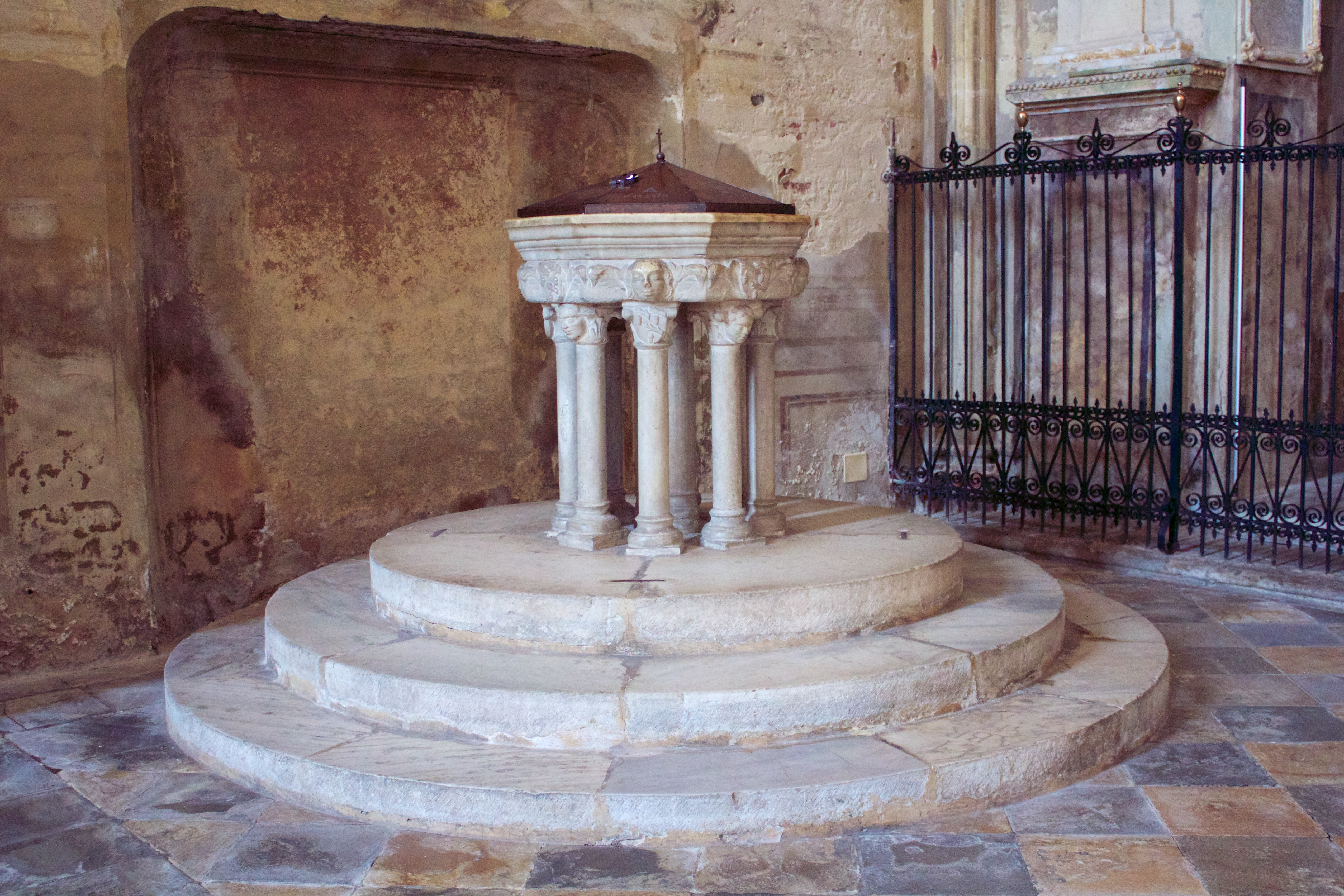
Fonte battesimale, Cattedrale di Asti.

Il termine catecumeno continua a essere usato in alcune chiese evangeliche, indicando coloro (di solito adolescenti ma non solo) che si preparano alla confermazione o al battesimo. Il corso di preparazione dura in genere due anni. Quelli del primo anno sono chiamati "preparandi" e quelli del secondo "confermandi".
Anche la chiesa ortodossa continua a praticare il catecumenato, soprattutto con candidati provenienti da chiese eterodosse.